# Aïn el Ardja
 (avril 2020).
Aïn el Ardja est une source située dans la province d’El Bayadh en Algérie, à 500 km au sud-ouest d’Alger. 
La source est localisée à 1 101 mètres d’altitude sur un terrain avec peu ou pas de végétation, plat au nord-ouest et vallonné au sud-est, peu peuplée de 2 habitants au kilomètre carré. La plus grande communauté la plus proche est Asla, à 17,6 km à l'ouest.
Le point culminant à proximité est Djebel Bram, à 1 618 mètres d'altitude, 8,7 km à l'ouest d'Aïn el Ardja. 
Le climat est désertique et froid. La température moyenne annuelle dans le secteur est de 20 °C. Le mois le plus chaud est juillet avec une température moyenne est de 31 °C et le plus froid décembre avec 8 °C. Les précipitations annuelles moyennes sont de 271 millimètres. Le mois le plus humide est novembre avec 92 mm de précipitations en moyenne et le plus sec juin avec 3 mm de précipitations.
Aïn el Ardja